# Истомин, Виктор Николаевич
Ви́ктор Николаевич Исто́мин (23 августа 1950) — советский футболист, полузащитник и нападающий.

## Карьера
С 1969 по 1971 год играл за донецкий «Шахтёр», в составе которого дебютировал в Высшей лиге СССР, где провёл 1 матч в 1971 году. С 1973 по 1975 год выступал за запорожский «Металлург», сыграл 14 встреч в 1974 году.
Сезон 1975 года провёл в «Кубани», в 16 играх за которую забил один гол. В 1977 году выступал за «Кривбасс», принял участие в 12 матчах команды.